# Jean Adrien Helvétius
Jean Adrien Helvétius (* 1661 oder 1662 in Den Haag; † 2. Februar 1727 in Paris) war ein holländisch-französischer Arzt.

## Leben und Wirken
Jean Adrien Helvétius war ein Sohn des in Den Haag ansässigen deutsch-holländischen Arztes Johann Friedrich Helvétius. Er studierte Medizin an der Universität Leiden. In den frühen 1680er Jahren ging er nach Paris, wo er vor allem durch die Verordnung eines Geheimmittels (der südamerikanischen Brechwurzel) gegen rote Ruhr bekannt wurde. Nachdem auch der französische König durch diese Arznei geheilt worden war, eröffnete Helvétius 1688 den Namen des Geheimmittels und erhielt dafür eine Belohnung von 1000 Louis d’or. Er wurde außerdem zum Rittmeister („écuyer“), königlichen Rat und Leibarzt und zum Generalaufseher der königlichen Hospitäler in Flandern ernannt. Seinem Sohn Jean Claude Adrien Helvétius kaufte er 1713 den Titel eine Arztes des Königs („premier médecin du roi par quartier“).

## Werke (Auswahl)
- Traité des pertes de sang, de quelque espèce qu’elles soient, avec leur remède spécifique, nouvellement découvert par le Sieur Helvéticus, Docteur en Médecine. Accompagné de sa Lettre sur la nature & la guérison du Cancer. Laurent d’Houry, Paris 1697 (Digitalisat)
- Adriani Helvetii Methodus febres omnis generis ita curandi, ut nihil ore assumendum exhibeatur. Thomas Fritschi, Leipzig 1694
- Remèdes contre la peste. P. A. le Mercier, Paris 1721 (Digitalisat)
- Traité Des Maladies Les Plus Frequentes, Et Des Remedes Propres A Les Guerir. Nouvelle edition. Le Mercier, Paris 1727 (1. Ausgabe 1707) Band I (Digitalisat). Band II (Digitalisat)
  - Johann Gottfried Rieger (Übers.). Abhandlung von den am meisten vorfallenden Krankheiten und der Art und Weise, solche glücklich zu curiren.  Augsburg 1778 (Digitalisat)